# Anne De Gelas
Anne De Gelas, née en 1966 à Bruxelles (Belgique), est une photographe et artiste belge.

## Biographie
Anne De Gelas est diplômée de photographie de l’École Supérieure des Arts de L'Image "Le 75". Elle vit, travaille et enseigne à Bruxelles.
Elle réalise principalement ses images au moyen-format argentique et au Polaroid.

## Publications
- 2023 : Se déprendre, auto-édition
- 2021 : Zone de Confort, auto-édition
- 2020 : INTERMèDE (un visage de lignes), auto-édition
- 2017 : Mère et Fils, Loco éditions[1]
- 2013 : L’amoureuse[2], Le caillou bleu éditions, réédité en 2023, Loco éditions
- 2012 : Une journée (presque) parfaite
- 2005 : sur une intimité… qui m'inquiète, auto-édition

## Expositions personnelles
- 2021 : Zone de confort[3], Eté 78, Bruxelles, (Belgique)
- 2020 : INTERMèDE (un visage de lignes), La Châtaigneraie, Centre Wallon d'Art Contemporain
- 2017-2018 : Mère et Fils[4], Espace Contretype, Bruxelles, (Belgique)
- 2015 : L'amoureuse, Galerie Le petit espace, Paris, (France)

## Expositions collectives
- 2021 : Regarde mon histoire[5], Hangar Photo Art Center, Bruxelles, (Belgique)
- 2021 : re-collect[6], FOMU, Anvers, (Belgique)